# Gabrielle de Vergy
Gabrielle de Vergy est une tragédie en 5 actes et en vers de Pierre Laurent Buirette de Belloy écrite en 1770 et représentée en 1773. L'histoire s'inspire des romans médiévaux du châtelain de Coucy et de la dame de Fayel, ainsi que de celui de la Châtelaine de Vergy.

## L'histoire
Un chevalier nommé Raoul de Coucy avant de mourir en Terre sainte, charge son écuyer de porter, après sa mort, son cœur à la dame qu'il aime nommée Gabrielle de Vergy, épouse du comte de Faiel. L'écuyer est surpris par l'époux au moment où il s'acquitte de sa mission. Pour se venger, le comte de Faiel fait manger le cœur à sa femme, qui, instruite trop tard de son malheur, jure de ne plus se nourrir et se laisse mourir de faim.

## Influence et postérité
La tragédie de Pierre Laurent Buirette de Belloy a été la source d'inspiration du livret de l'opéra italien Gabriella di Vergy, écrit par Andrea Leone Tottola et mis en musique par Gaetano Donizetti. L'opéra, composé en 1826 et révisé en 1838 mais non représenté, fut créé dans une version posthume entièrement révisée sous le titre Gabriella le 29 novembre 1869 au Teatro San Carlo à Naples. La version revue par Donizetti en 1838 fut créée à Belfast le 9 novembre 1978.